# Décès en juillet 1908
Décès
- 1904
- 1905
- 1906
- 1907
- 1908
- 1909
- 1910
- 1911
- 1912

Pour une information complémentaire, voir la page d'aide.

| Date      | Nom              | Pays                        | Activités       | Âge | Source |
| --------- | ---------------- | --------------------------- | --------------- | --- | ------ |
| 5 juillet | Misak Metsarents | Drapeau de l'Empire ottoman | Poète arménien. | 22  |        |